# Charles Hedger
 (mars 2016).
Si vous disposez d'ouvrages ou d'articles de référence ou si vous connaissez des sites web de qualité traitant du thème abordé ici, merci de compléter l'article en donnant les références utiles à sa vérifiabilité et en les liant à la section « Notes et références ».
Pour les articles homonymes, voir Hedger.
Charles Hedger, né le 18 septembre 1980, est un guitariste de metal. Il a été membre du groupe anglais Cradle of Filth et musicien de session pour le groupe de Black metal norvégien Mayhem.

## Biographie
Charles Hedger s'est intéressé à la musique dès son plus jeune âge mais a toujours été attiré par ses aspects les plus étranges et sombres.
« Mon avenir a été scellé quand mon grand frère Marc m’a prêté la cassette d’un groupe du coin dans lequel un de ses amis jouait. J’avais 13 ans et l’album s’appelait The Principle Of Evil Made Flesh, je pense que vous connaissez ce groupe.
« Instantanément, j’ai su que j’avais trouvé l’atmosphère sombre que je cherchais dans la musique. Je me suis mis à chercher davantage de black metal et de morceaux aux claviers. À 15 ans j’ai eu ma première guitare et j’ai commencé à chercher mes premiers riffs. À 19 ans j’ai décidé de jouer plus sérieusement de la guitare ce qui a signifié l’abandon d’études de psychologie à l’université. J’ai ainsi été admis au Guitar Institute of London.
« Je crois que c’est le décès de mon frère l’année suivante qui a eu la plus grande influence sur moi. Ça m’a fait réaliser à quel point la vie est imprévisible, l’importance de la détermination par rapport à vos ambitions. Quand je suis retourné à Colchester, j’ai formé mon propre groupe : End of Invention, dans lequel j’assure la guitare et le chant. J’ai commencé à enseigner au Colchester Institute et étudié l’orchestration et la composition sur mon temps libre (je suis toujours disponible pour des leçons privées, mais ça m’étonnerai que ça soit dans vos moyens).
« En 2005, j’ai reçu un coup de téléphone pendant un cours me précisant que Dave Pybus était indisponible pour la prochaine tournée de Cradle of Filth, et me demandant si je pouvais assurer la basse… »
Charles participa à la tournée promo de l'album de Cradle Of Filth Nymphetamine sortie en 2004 ainsi qu'à l'enregistrement du DVD Peace Through Superior Firepower durant cette même tournée. Au retour de Dave Pybus, Charles a repris ses guitares (Lâg Arkane Master AP2000 et Roxane Master RM2000) au côté de Paul Allender après le départ de James McIlroy en fin d'année 2005 et contribua à l'écriture de l'album suivant de Cradle Of Filth Thornography.
En 2007, Charles Hedger fonde Imperial Vengeance metal extrême au côté de David Bryan. Il tient les positions de vocaliste, Guitariste et réalise les orchestrations. Le premier album du groupe est sortie en 2009.
Ne pouvant se consacrer à 100 % à Cradle Of Filth, Charles ne participe pas à l'album Godspeed on the Devil's Thunder (2008). Paul Allender y assure toutes les guitares, laissant de côté une collaboration duale entreprise avec Charles. Ce dernier, s’il n’apparaît pas directement sur l'album, n’est fut pas exclu pour autant et participa à la tournée européenne du groupe (fin 2008). Il finit par laisser sa place à James McIlroy en début d'année 2009.

## Influences
Ses groupes et compositeurs préférés : Enslaved, Emperor, Metallica, Devil Doll, Mahler, Wagner, Astral Projection, Shostakovich, Rakhmaninov, Bach, John Williams, Pantera, Danny Elfman, Grieg, Marduk, Falkenbach, Symphony X.[réf. nécessaire]

## Vidéographie / Discographie
- Cradle Of filth - Peace Through Superior Firepower (DVD, 2005)
- Cradle Of filth - Thornography (LP, 2006)
- Cradle Of filth - Godspeed on the Devil's Thunder (LP, 2008) crédité en tant que guitariste de session sur l'édition limitée
- Imperial Vengeance - Death: August & Royal (promo, 2008)
- Imperial Vengeance - At The Going Down Of The Sun (LP, 2009)
- Imperial Vengeance - Night Boat To Cairo (EP, 2009)
- Imperial Vengeance - Black Heart Of Empire (LP, 2012)